# Cottens (Fribourg)
Pour les articles homonymes, voir Cottens.
Cottens (/kɔtãs/) est une localité et une commune suisse du canton de Fribourg, située dans le district de la Sarine.

## Géographie

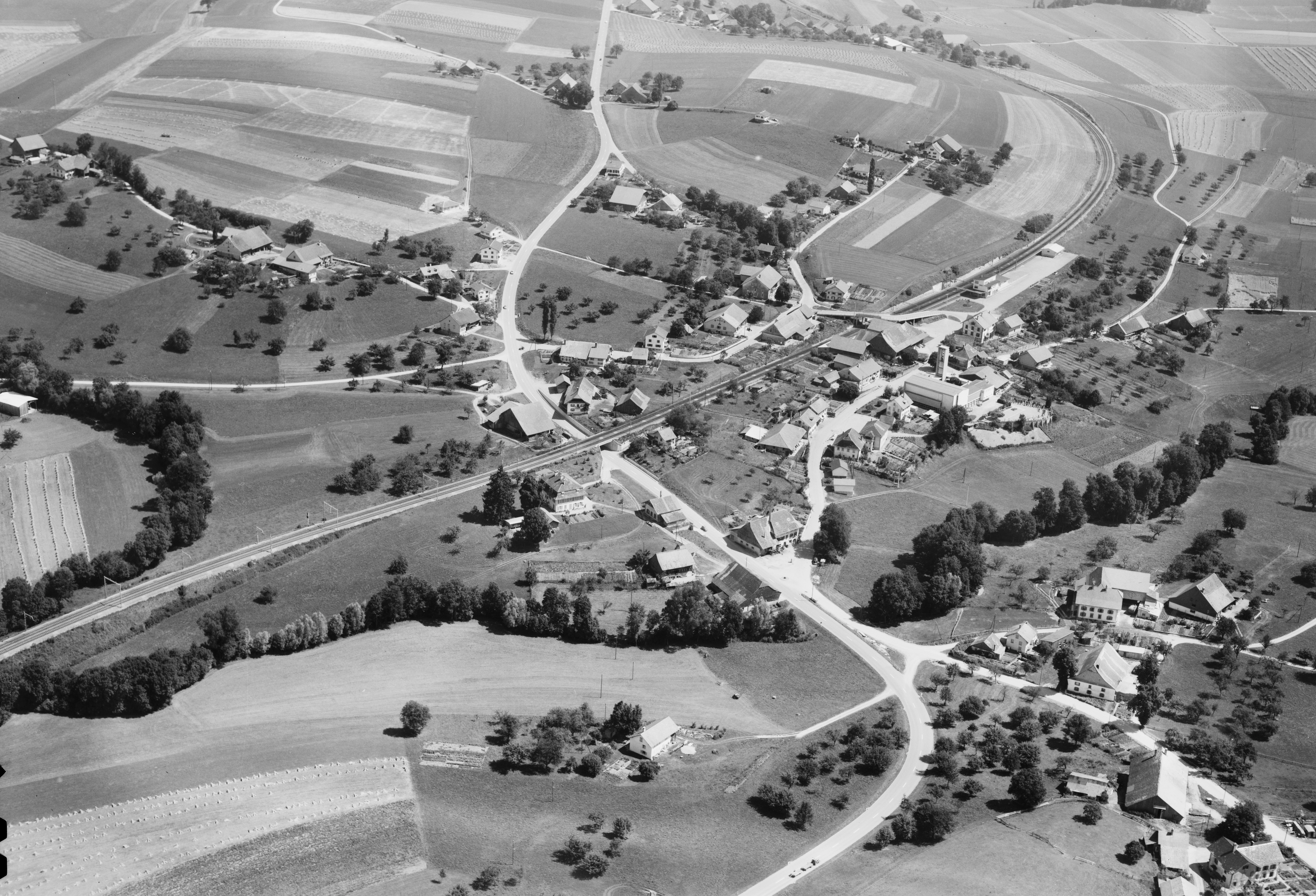
Photo aérienne (1964)

La commune est située sur l'axe routier et ferroviaire Romont-Fribourg, à 11 km au sud-ouest de Fribourg.
Le territoire de Cottens s'étend sur 4,97 km2. Lors du relevé de 2013-2018, les surfaces d'habitations et d'infrastructures représentaient 13,7 % de sa superficie, les surfaces agricoles 67,8 %, les surfaces boisées 17,5 % et les surfaces improductives 1,2 %.
Cottens est limitrophe d'Autigny, Gibloux, Hauterive, La Brillaz et Neyruz.

## Toponymie
Le nom de la commune, qui se prononce /kɔtãs/, est vraisemblablement formé d’un nom de personne germanique et du suffixe toponymique germanique -ingōs, qui signifie « chez les gens de, chez ceux du clan de ». Le premier élément de ces composés désigne en général la personne qui a fondé la localité, mais sa forme exacte (Cotto, Cutto, Gudo, Cuto et Godo ont été avancés) ne peut en l'occurrence être déterminée avec certitude.
La première occurrence écrite du toponyme date de 1138-1142, sous la forme de Cotens.
La commune se nomme Cotin (Kotin ) en patois fribourgeois.
Son ancien nom allemand est Cottingen.

## Population et société

### Gentilé et surnoms
Les habitants de la commune se nomment les Cottensois[source insuffisante].
Ils sont surnommés les Cotèru, soit les vers blancs en patois fribourgeois, et les Rèbrenyoû, soit les gens mal commodes.

### Démographie

#### Évolution de la population
Cottens compte 1 521 habitants au 31 décembre 2022 pour une densité de population de 306 hab/km2. Sur la période 2010-2019, sa population a augmenté de 13,7 % (canton : 15,5 % ; Suisse : 9,4 %).  

#### Pyramide des âges
En 2020, le taux de personnes de moins de 30 ans s'élève à 37,6 %, au-dessus de la valeur cantonale (35,2 %). Le taux de personnes de plus de 60 ans est quant à lui de 21,7 %, alors qu'il est de 22 % au niveau cantonal.
La même année, la commune compte 743 hommes pour 739 femmes, soit un taux de 50,1 % d'hommes, similaire à celui du canton (50,1 %).
| Hommes | Classe d’âge | Femmes |
| ------ | ------------ | ------ |
| 0,1    | 90 ans ou +  | 1,1    |
| 5,8    | 75 à 89 ans  | 7,6    |
| 14,4   | 60 à 74 ans  | 14,3   |
| 22,6   | 45 à 59 ans  | 21,9   |
| 16,7   | 30 à 44 ans  | 20,3   |
| 21,5   | 15 à 29 ans  | 17,1   |
| 18,8   | - de 14 ans  | 17,7   |

| Hommes | Classe d’âge | Femmes |
| ------ | ------------ | ------ |
| 0,4    | 90 ans ou +  | 1,0    |
| 5,9    | 75 à 89 ans  | 7,4    |
| 14,5   | 60 à 74 ans  | 14,8   |
| 22,2   | 45 à 59 ans  | 21,9   |
| 21,0   | 30 à 44 ans  | 20,6   |
| 19,1   | 15 à 29 ans  | 18,3   |
| 17,0   | - de 14 ans  | 16,0   |

## Histoire
Cottens semble avoir relevé de la seigneurie d'Arconciel, qui passe des sires de Glâne aux comtes de Neuchâtel. Une famille noble de Cottens est attestée dès le XIIe siècle. Lors du partage des biens de la maison de Neuchâtel en 1218, les terres de Conon de Cottens se trouvent dans la part de Berthold de Neuchâtel. L'abbaye d'Hauterive possédait de nombreux biens à Cottens, acquis des Glâne, Englisberg et Estavayer. 
Cottens fait partie des Anciennes Terres (bannière de La Neuveville) à partir de 1442, puis du district de Fribourg de 1798 à 1848.
L'école est bâtie en 1841 et la gare ferroviaire (ligne Lausanne-Berne) est inaugurée en 1862. 
Autrefois rurale, Cottens est devenu une commune résidentielle dans les années 1970.

## Équipements
La commune abrite l'unique station d'épuration naturelle avec aération artificielle de Suisse, mise en service en 1986.
Elle compte également un home médicalisé depuis 1991.

## Patrimoine bâti
Église. Très longtemps, sur le plan religieux, Cottens était une chapelle dépendant de la paroisse d'Autigny. Le village, développé surtout à partir de la construction de la ligne de chemin de fer au XIXe siècle, a été érigé en paroisse indépendante en 1930. L'ancienne chapelle étant devenue insuffisante, elle est remplacée par une église construite entre 1956 et 1958 par l'architecte Pierre Dumas. D'un modernisme épuré, en rupture avec le régionalisme, c'est l'une des églises de la campagne fribourgeoise les plus remarquables qui aient été élevées au lendemain de la Seconde Guerre mondiale. Les dalles de verre du chœur évoquent les cinq temps et les couleurs liturgiques, les verrières abstraites du collatéral gauche symbolisent les Œuvres de miséricorde (1957-1958), tandis que les verrières du bas de la nef sont abstraites. L'ensemble a été conçu par Bernard Schorderet, et réalisé par Kirsch frères. Sur la paroi donnant sur la place principale du village, deux vitraux abstraits de grand format ont été montés en 1990 par Michel Eltschinger.
- Cloches. L'une datée 1846, par Samuel Treboux, et trois cloches datées 1958, de la fonderie Paccard[12].

Manoir de Montenach (route de Fribourg, n° 17). Édifice seigneurial du deuxième quart du XVIIIe siècle. Propriété de la famille de Montenach jusque dans les années 1830.
Ancienne cure (route du Centre, n° 32), quadrilatère à deux niveaux, de 1826.